# 若槻朱音
若槻 朱音（わかつき あかね）は、日本のAV女優。
身長:162cm。スリーサイズ:B80(D-70)・W60・H84。

## 略歴・人物
2008年にAVデビュー。
SM・スカトロ・食虫といったハードなプレイをこなすパイパンAV女優である。
現在は、黒田麻世に改名。

## 出演作品

### アダルトビデオ・DVD
若槻朱音 名義
2008年
- ロング手袋セレナーデ Vol.1（6月8日、G LOVE）
- むっちゃくっさい包茎ちんぽのチンカス食べて 2（6月14日、ラハイナ東海）
- わきのしたそりそり 第一巻（6月15日、Armpit-M）
- 素人娘のスク水SEX VOL.1（6月22日、アスリート）
- つば よだれ 唾液! 2（6月22日、LIQUID H）
- エネマの虜 03（7月4日、プールクラブ・エンタテインメント）…オムニバス作品
- アナルバイブの虜 2（7月4日、プールクラブ・エンタテインメント）…オムニバス作品
- あしのうらこちょこちょ NO.35（7月13日、Smile Lab）…オムニバス作品
- ドピュッと爽快! 手コキ「生」絞り! 勢いのある顔面発射（7月25日、レイディックス）
- V&Rプロダクツ女子社員募集♥ これがAVメーカー女子社員の仕事だ!!（8月7日、V&Rプロダクツ）
- お高く留まったキャバクラ嬢をベロベロに酔っぱらわせて挿す!（8月7日、Hunter）
- SM獄窓 Vol.8（8月12日、アヴァ）
- 超食虫美少女2 ウンコゴキブリミミズユッケを喰う女（8月21日、ディープス）
- 強制マスク NO.12（8月24日、Whitecoloth）…オムニバス作品
- 問題 壁穴から突然チ●コが出てきたら女の子はどうするのか?（8月25日、レイディックス）
- 若奥様の真性中出し姦（8月25日、プラネットプラス）
- 襲撃!! 逆ナン痴女軍団 即ズボバトル in スイミングクラブ（9月15日、トップワン）
- ザ・筆おろし 44（9月26日、クリスタル映像）…オムニバス作品
- まさかこんな所で!! 第1回 変態露出全国大会（10月15日、トップワン）
- AV女優の友達を泥酔させて乱交共演させる（10月15日、スターパラダイス）
- スカドン 脱糞・くそイラマ・くそトランス（11月19日、ドグマ）
- 闇金リアル File.4 中出し強要取立て流出映像（11月20日、グローリークエスト）
- おもらしオナニー 3（11月22日、プールクラブ・エンタテインメント）
- 妊娠目的スワップ（11月25日、ながえスタイル）
- クライマックスダイジェスト 姦かんき鬼08-2（12月9日、アヴァ）
- 寝取られ願望 他人棒に狂う妻（12月25日、ながえスタイル）

2009年
- 罪女SM刑罰 軍人レズ浣腸（1月1日、シネマジック）
- 調教限界 2 全てを受け入れた10人の女達（1月7日、アタッカーズ）…オムニバス作品
- 飲精変態小便女（1月13日、アロマ企画）
- 極めつきド変態 激烈大脱糞まみれ2穴中出しSM（1月25日、オペラ）
- W浣腸ポンプ責め 3 大量精子浣腸篇（2月1日、シネマジック）
- 自宅で露出！？見せたがる女たち（11）（2月8日、パラダイスTV）
- 極選4時間 ザ・筆おろし 2（4月10日、クリスタル映像）…オムニバス作品
- かわいい女の子20人！Hな私生活まるみえ盗〇（8月9日、パラダイスTV）
- エネマの虜 浣腸脱糞8人の羞恥マゾ（8月22日、プールクラブ・エンタテインメント）
- CineMagic DVD ベスト30 No5（10月1日、シネマジック）
- エネマ痴帯EX9（12月1日、シネマジック）

2010年
- パチスロ女店員を万枚エサに連れ出して部屋FUCK激撮（1月20日、STAR PARADISE）
- スカトロ・ベスト モザイク解禁バージョン（5月19日、ドグマ）
- OPERA 2009年全20タイトル上半期BEST 8時間2枚組（6月25日、オペラ）
- 極めつきド変態 激烈大脱糞まみれ2穴中出しSMリミテッドエディション！（8月7日、オペラ）
- ビクセン総集編2 変態M女の刻印（9月1日、シネマジック）
- 黒人×素人奥さん（10月20日、あたご屋）
- 美熟女のセンズリ鑑賞 No5（11月5日、ジャネス）…オムニバス作品
- 女に虐められる女たち S女M女同性調教秘宝館 （12月1日、シネマジック）
- オペラ5周年記念DVD24時間6枚組（12月25日、オペラ）

2011年
- 超人気女優・超ボリューム・超ハード2穴FUCK150作品16時間（1月19日、ROOKIE]）
- 排泄まる見え！脱糞BEST オペラ女優の脱糞シーン全部見せます!（2月7日、オペラ）
- センズリをガン見したがる淫らな美人妻たち No3（2月25日、ジャネス）
- 人妻ナンパ 奥さんのエロ〜いオナニー見せて下さいッ（5月13日、カルマ）
- 初めての素人アナル観察 No2（5月20日、H2 PROJECT）
- 完全人格否定 蝋責め連続中出し（5月25日、アリーナエンターテイメント）
- 美熟女センズリ鑑賞 デラックス総集編4時間（6月25日、ジャネス）
- しろうとド変態アナル修正オナニー（7月12日、アトラス21（パラノイア））
- 人妻アナルレズエステ（9月20日、ラハイナ東海（龍穴堂））
- 人間国宝！最高齢AV男優 松木梅吉全集『年老いてもなお盛ん!』（10月25日、ながえスタイル（SIDE-B））
- 全員排泄まる見え！極めつきド変態全員BOX16時間（11月25日、オペラ）

2012年
- TOHJIRO・体液ベストセレクション No1（1月19日、ドグマ）
- SMエネマニアVol.4（2月11日、アヴァ）
- M婦人公開調教（6月20日、中嶋興業）
- 飲精落書き変態女BESTII 〜シルヴィア監督作品集（8月13日、アロマ企画）
- 若いそり立つチ○ポを我慢できない美熟女たち DX4時間（10月5日、ジャネス）
- OPERA7周年記念DVD 335作品6時間（10月25日、オペラ）
- センズリをガン見したがる淫らな美人妻たち DX 4時間総集編（12月15日、ジャネス）

2013年
- ウブな素人娘初めてのAV体験（9月27日、メディアバンク）

2014年
- スケベな熟女の生センズリ観賞（1月20日、乱熟）
- スカトロ全集（2月19日、ドグマ）
- 団地の専業主婦に18cmフル勃起チンポ見せたら大興奮 これが噂のデカチンナンパ（4月25日、GIGOLO）
- 縛殺奴隷 パイパン激M女 寂寞編，魍魎編（4月25日、豊彦企画）

黒田麻世 名義
2010年
- 新入り汚物処理男の連続黄金完食修行 No1（10月29日、肉便器道（ヤプーズマーケット））
- 本番性奴隷直売闇市（12月19日、CROSS）

2011年
- ふやけるビク乳首の極上コース（1月13日、啖壺奇譚）
- 恥ずかしがる汗の匂いを嗅ぎまくり射精せよ（1月19日、Fetish Box/妄想族）
- RADIX48 おしっこ祭り（1月20日、レイデックス）
- ザ･アナルオナニー No3 直腸刺激！極太ディルド イン 無○正アナル（3月11日、流鏑馬グラフィティ）
- 3Dうんこ（3月25日、Fantasista）
- ママとボクのひみつ ママがおちん○んシコシコしてあげる、だからマ○コをイジって2（4月8日、流鏑馬グラフィティ）
- エネマに啼く美婦人（4月20日、耽美会）
- Night Booty 背面騎乗位からの尻コキ大量発射（5月2日、藪スタイル）
- エナメルグローブフル勃起テコキ（5月13日、流鏑馬グラフィティ）
- 妻の契約調教（5月19日、タカラ映像）
- 私立嬢王学園 外伝（5月20日、PURE GOLD）
- 奥さん、ボクのセンズリ見てください 若妻悶絶編（5月20日、メディアバンク）
- 鼻縛崩乱 美しすぎる鼻責めM女（5月26日、耽美会）
- 若いそり立つチ○ポを我慢できない美熟女たち No2（6月5日、ジャネス）
- 脱糞放尿ダンス No4（6月6日、アイリング）
- 人妻がディルドでアナルオナニー（6月16日、タカラ映像）
- 色っぽい先輩女子社員をじっと見ていたら、叱るどころか勃起したボクのチ○ポに逆セクハラ（7月7日、SWITCH）
- 悶絶快感アナルオナニー（8月16日、ラハイナ東海（龍穴堂））
- 人妻家庭内痴漢 電気工事を装って家庭内侵入 旦那の目を盗んでこっそり人妻を痴漢したらご無沙汰なのか?発情し出して最後には…（8月16日、ラハイナ東海（龍穴堂））
- 南七海のメイキング 聖水＆口舌奉仕シーンぜ〜んぶ見せちゃいます（9月7日、ヤプーズマーケット）
- ヤプーズ嬢王達の家畜人面接調教パーティー 夏の陣 Party(前編/後編)（9月9日、ヤプーズマーケット）
- 猥褻アヌス使用中 AF浣腸異物挿入アナルプレイ4時間ベスト（9月19日、CROSS）
- ザ･アナルオナニー5 直腸刺激 極太ディルドイン○修正アナル（10月4日、流鏑馬グラフィティ）
- セレブ妻完堕ちレイプ No2（10月25日、plus）
- 淫乱全身タイツ（11月1日、藪スタイル）
- アナル凌辱 強制浣腸 No2（12月15日、ジャネス）
- ヤブサメ2011BEST OF BEST 10時間SP（12月23日、流鏑馬グラフィティ）
- 人妻面談ドキュメント2 黒田麻世（12月27日、月見草）

2012年
- アナル○修正オナニー20連発4時間（1月14日、流鏑馬グラフィティ）
- R30 ヤリマンパイパン痴女 黒田麻世（4月19日、Fetish Box）
- ベラ噛み じゅるじゅると絡み合う舌（4月19日、Fetish Box）
- 手淫擬似SEX 加圧手コキでオ○ンコを完全再現（5月5日、FUTURE）
- おねだり美人妻の誘惑濃厚接吻手コキ No2（7月5日、ジャネス）
- FETISH BOX 偏りすぎてすみません。1130分収録10枚組（7月15日、Fetish Box）
- 本番性奴隷直売闇市（9月20日、CROSS）
- 淫らなオクチ 濃厚フェラでザーメン搾取 4時間スペシャル（10月19日、Fetish Box）
- 肉厚ま○こがぴったり吸いつく極上SEX（11月1日、Fetish Box）
- オナペディア オナニーBEST 240分（11月19日、Fetish Box）

2013年
- M 手コキマニアBEST 240分（3月5日、FUTURE）
- 手コキペディア4 フェティッシュな手コキばかりの大百科 4時間 総集編（4月1日、Fetish Box）
- 猥褻アヌス使用中 AF浣腸異物挿入アナルプレイ4時間ベスト（4月23日、CROSS）
- 性感エステ アナル拡張でイキまくる女たち（5月15日、ジャネス）
- 完全拘束 大量浣腸 限界アクメ（5月25日、ジャネス）
- THE NOSE COLLECTION No5（5月30日、耽美会）
- 監禁食糞調教 黒田麻世（6月6日、ソフトオンデマンド）
- ベラ噛み じゅるじゅると絡み合う舌 DX 4時間（7月1日、Fetish Box）
- 某特殊浴場人気No1の現役ソープ嬢が60歳以上の素人おじいちゃんの 自宅・工場・飲食店へ突撃出張ソープ（7月6日、ソフトオンデマンド）
- 月刊ジャネス 男の潮吹きSP 4時間（8月25日、ジャネス）
- アナル凌辱 強制浣腸 DX4時間（9月25日、ジャネス）
- 集団面接監禁調教　1.拉致，2.餌付，3.品評，4.試用，5.飼育，6.酷使，7.拷問（10月11日、ヤプーズマーケット）
- クソ・リミットレス 黒田麻世 美咲結衣（12月19日、ドグマ）
- 人間崩壊シリーズ28 ゲロスカ痴女 黒田麻世（12月21日、ラッシュ）

2014年
- 露出 野外 青姦 8時間 開放的な見せつけSEXで興奮する変態女たち（1月19日、CROSS）
- 超脱糞エステ4 例え重度の便秘でも奇跡の神の手にかかればスッキリ排便（1月22日、レイデックス）
- 美女にお鼻をベロベロ舐められたい（2月21日、レイデックス）
- 日本女性のマンア毛（3月20日、プールクラブ）